# Ludwikowo (powiat wągrowiecki)
Ludwikowo – wieś w Polsce, położona w województwie wielkopolskim, w powiecie wągrowieckim, w gminie Wągrowiec.
W latach 1975–1998 Ludwikowo administracyjnie należało do województwa pilskiego.
Przed 2023 r. miejscowość była częścią wsi Łekno.